# .gu
.gu為美國海外屬地關島國家及地區頂級域（ccTLD）的域名，於1994年4月15日啟用。該域名只有在关岛有联系人的个人或公司才能註冊，而且無需費用。

## 外部連結
- IANA .gu whois information（页面存档备份，存于）